# Indocalamus
Indocalamus Nakai é um género botânico pertencente à família Poaceae.

## Sinônimos
- Ferrocalamus J.R.Xue & Keng f.
- Gelidocalamus T.H.Wen